# Ácido quinurênico
Ácido quinurênico (abreviado na literatura como KYNA ou KYN, de kynurenic acid) é um produto do metabolismo normal do aminoácido L-triptofano. Tem sido evidenciado que ácido quinurênico possui atividade neuroativa. Atua como um antiexcitotóxico e anticonvulsivo, provavelmente atuando como um antagonista nos receptores de aminoácidos excitatórios. Devido a esta atividade, pode influenciar importante processos neuropsicológica e neuropatológicos. Como resultado, ácido quinurênico tem sido considerado para utilização em terapêutica em certos distúrbios neurológicos. Por outro lado, o aumento dos níveis de ácido quinurênico também têm sido associadas a determinadas condições patológicas.
Ácido quinurênico foi descoberto em 1853 pelo químico alemão Justus von Liebig na urina de cães, o que aparentemente produziu a posterior nomenclatura.
É formada a partir de L-quinurenina, numa reação catalisada pela enzima transaminase quinurenina—oxoglutarato.